# Ali Rabo
Ali Rabo (sinh ngày 6 tháng 6 năm 1986) là một cầu thủ bóng đá người Burkina Faso từng thi đấu cho  Becamex Bình Dương ở vị trí tiền vệ.

## Sự nghiệp
Sinh ra ở Bobo-Dioulasso, Rabo từng thi đấu bóng đá cho ASFA Yennenga, Ittihad El-Shorta, Baghdad FC, El Mokawloon, Amanat Baghdad và Masafi.
Anh ra mắt quốc tế cho Burkina Faso năm 2012.